# Castillo de Pevensey
El castillo de Pevensey es una fortaleza medieval de origen romano y sajón ubicada cerca de la costa en Pevensey, en el condado inglés de Sussex Oriental. El sitio es un monumento planificado bajo la protección de English Heritage —Patrimonio Inglés— y está abierto al público. Construido hacia finales del siglo III d. C. y llamado por los romanos Anderitum, parece que el fuerte fue la base de una flota naval llamada Classis Anderidaensis. Las razones para su construcción no están claras, pero durante mucho tiempo se ha pensado que era parte de un sistema defensivo de la costa británica y gala contra los ataques de los piratas sajones. Recientemente se ha propuesto que Anderitum y otros fuertes costeros sajones fueron erigidos por el usurpador Carausio, un comandante que hizo un último e infructuoso intento de impedir que Roma retomara el control de Britania.
Anderitum quedó arruinado hacia el final de la presencia romana en Britania, pero fue reocupado por los normandos en 1066, para quienes fue un baluarte estratégico. Dentro de los muros romanos construyeron una torre y una fortificación de piedra que fueron objeto de varios asedios. Aunque sus defensores fueron obligados a rendirse por hambre en dos ocasiones, nunca fue tomado al asalto con éxito. El castillo fue parcialmente demolido en el siglo XIII y estuvo más o menos ocupado hasta el siglo XVI. Al siglo XX llegó en estado de ruina total y en 1925 fue comprado por el estado.
Entre 1940 y 1945, durante la Segunda Guerra Mundial, la fortificación volvió a ser ocupada por tropas de la Home Guard —fuerza de defensa británica—, de los ejércitos británico y canadiense y del Cuerpo Aéreo del Ejército de los Estados Unidos. Sobre los muros romanos y medievales ubicaron puestos de ametralladoras para controlar la llanura circundante y defender la zona de una hipotética invasión alemana. El de Pevensey es uno de los castillos normandos construidos en el sur de Inglaterra.